# لاموترک
لاموترک یک آب‌سنگ حلقوی و یکی از سه آبخوست در جزایر کارولین میانی در اقیانوس آرام است. همچنین این آب‌سنگ حلقوی یک منطقه شهرداری در ایالت یاپ، ایالات فدرال میکرونزی نیز هست. آب‌سنگ حلقوی لاموترک در ۱۱ کیلومتر (۶٫۸ مایل) خاور الاتو قرار دارد. مساحت خشکی لاموترک نزدیک به ۱ کیلومتر مربع (۰٫۳۹ مایل مربع) است.
جمعیت لاموترک در سال ۲۰۰۰، ۳۷۳ نفر بود.

## جغرافیا
آب‌سنگ حلقوی لاموترک با ۶٫۵ کیلومتر (۴٫۰ مایل) پهنا و ۱۱٫۵ کیلومتر (۷٫۱ مایل) درازا از شمال خاور تا جنوب باختر کشیده شده است. مساحت خشکی آن ۰٫۹۸۲ کیلومتر مربع (۰٫۳۷۹ مایل مربع) و یک تالاب داخلی به مساحت ۳۲ کیلومتر مربع (۱۲ مایل مربع) را در بر می‌گیرد.
آبخوست‌های خرد: فالایت در شمال باختر، پوگیو در شمال خاور، و لاموترک در جنوب خاور هستند.

## تاریخ
پیش از ورود اروپایی‌ها، جنگجویان ایفالیک در دوره «موییوش» به کمک «مایلیاها» به آنها حمله کردند.
در ۱۸۹۹ امپراتوری استعماری آلمان، بر همه آبخوست‌های جزایر کارولین ادعای مالکیت کرد. پس از جنگ جهانی اول، این آبخوست‌ها به کنترل امپراتوری استعماری ژاپن در آمدند. پس از جنگ جهانی دوم، ایالات متحده آمریکا کنترل این آبخوست‌ها را به عهده گرفت. از ۱۹۴۷ آب‌سنگ حلقوی لاموترک به عنوان بخشی از قلمرو تراست جزایر اقیانوس آرام مدیریت شد و در ۱۹۷۹ بخشی از ایالات فدرال میکرونزی شد.